# Trimerotropis rufipennis
Trimerotropis rufipennis är en insektsart som beskrevs av Liebermann 1943. Trimerotropis rufipennis ingår i släktet Trimerotropis och familjen gräshoppor. Inga underarter finns listade i Catalogue of Life.